# Serra de la Bruguera
La Serra de la Bruguera és una serra situada al municipi de Susqueda (Selva), amb una elevació màxima de 771 metres.